# ロッキ・ジュニオール
ジョゼ・ヴィトール・ロッキ・ジュニオール（José Vítor Roque Júnior、1976年8月31日）はブラジル、ミナスジェライス州サンタ・リタ・ド・サプカイ出身の元同国代表サッカー選手。現役時代のポジションはディフェンダー。ブラジル発音でホッキ・ジュニオールと呼ばれることもある。

## 経歴
2007年夏にバイエル・レバークーゼン退団後、MSVデュースブルクに入団。しかしリーグ中断中の1月に契約を解除。カタールのアル・ラーヤンSCへと移籍。2008年9月にSEパルメイラスに復帰した。

## 代表歴

### 出場大会
- ブラジル代表
  - 2002 FIFAワールドカップ

### 試合数
- 国際Aマッチ 48試合 2得点（1999年-2005年）[1]

| ブラジル代表 | 国際Aマッチ | 国際Aマッチ |
| 年           | 出場        | 得点        |
| ------------ | ----------- | ----------- |
| 1999         | 1           | 0           |
| 2000         | 4           | 2           |
| 2001         | 10          | 0           |
| 2002         | 9           | 0           |
| 2003         | 5           | 0           |
| 2004         | 11          | 0           |
| 2005         | 8           | 0           |
| 通算         | 48          | 2           |